# チキチキバンバン (JOLLYの曲)
「チキチキバンバン」（原題：Bulikirály。ハンガリー語で"Buli"は「パーティー」、"király"は「王」、即ち「パーティーキング」の意味）は、ハンガリーの歌手JOLLYによる楽曲。

## 解説
2013年6月にYouTubeに公式ミュージックビデオがアップロードされている。
日本では2020年8月26日にavex traxより配信リリースされた。後述のカバー版のヒットにより、2022年4月末にはiTunes Storeランキングでダンスチャート1位を獲得した。2022年5月10日にはDJ BOSSによる高速BPMのユーロビートアレンジ「PARTY REMIX」バージョンが配信されている。

## QUEENDOMによるカバー
スペシャルユニット「QUEENDOM」によりカバーされ、テレビアニメ『パリピ孔明』のオープニングテーマに起用されている。QUEENDOMの参加メンバーはlolのhibikiとmoca、FAKYのAkinaとTaki、GENICの金谷鞠杏。2022年5月20日より配信シングルとして発売。
編曲はM.O.R（Eurobeat Union）、日本語詞はRUCCAが務める。歌詞はハンガリー語の空耳の要素を入れて作られている。
YouTubeにアップロードされたアニメのノンテロップオープニング映像は、2022年5月時点で再生回数が500万を突破した。2022年12月現在では1332万再生を数えている。
発売前の4月10日にはTVバージョンが、5月11日には高速バージョンが配信されている。
2023年11月8日放送のテレビドラマ『パリピ孔明』第7話において、劇中の音楽番組にQUEENDOMが出演し、本曲を披露した。